# マリーザ・バロス

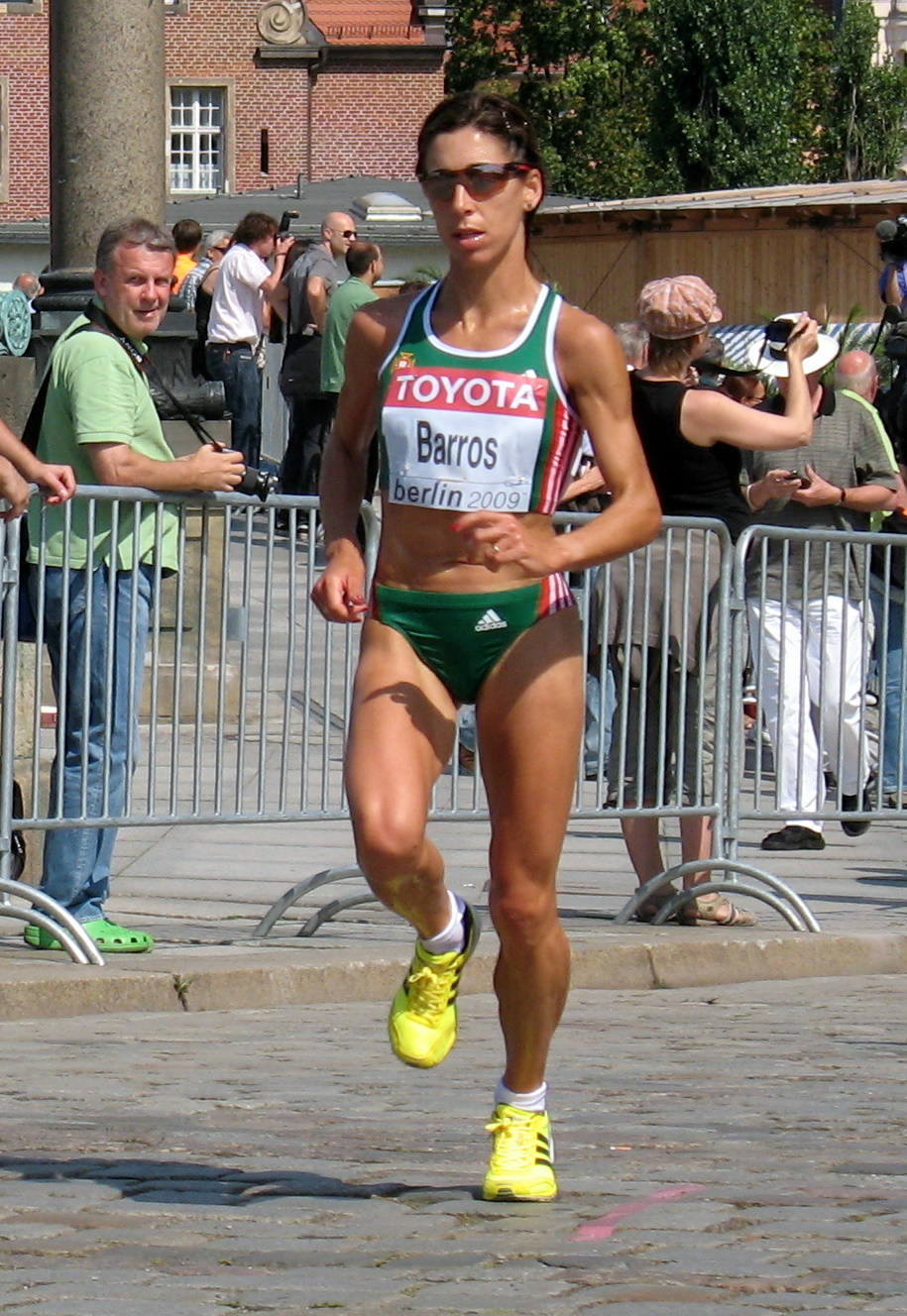
Marisa Barros (2009)

エリザ・マリーザ・ブランコ・バロス・ロドリゲス（Elisa Marisa Branco Barros Rodrigues、1980年2月25日 - ）は、ポルトガルの女子マラソン選手。パソス・デ・フェレイラ出身。

## 来歴
マラソンを始めたのは2007年と遅いが、翌年の2008年には北京オリンピックに出場し38位となっている。
2009年にセビリアで行われたマラソンで2時間26分3秒の自己ベスト記録を更新、ポルトガルにおいてもロザ・モタ、マリア・マヌエラ・マシャードに次ぐ歴代3位の記録であった。同年のベルリンで開催された世界陸上のマラソン競技では6位入賞を果たした。
2010年には大阪国際女子マラソンに海外招待選手として選ばれ出場した。レースでは終盤まで先頭集団に残っていたが、3位の小﨑まりが遅れた後、一騎討ちとなったエチオピアのアマネ・ゴベナには38キロ過ぎから引き離され、惜しくも2位となった。